# 제37회 부산국제단편영화제
제37회 부산국제단편영화제는 2020년 8월 27일에 열린 시상식이다.

## 수상 및 후보

### 최우수작품상(국제경쟁)
- 비라고 - 컬리 키르히 슈나이더 수상

### 우수작품상(국제경쟁)
- 강속의 침묵 - 프란체스카 카네파 수상

### 심사위원특별상(국제경쟁)
- 정신 차려 - 팜 티엔 안 수상

### 최우수작품상(KAFA 상)(한국경쟁)
- 상팔자 - 김민재 수상

### 우수작품상(한국경쟁)
- 령희 - 연제광 수상

### 심사위원특별상(한국경쟁)
- 디어 엘리펀트 - 이창민 수상

### 연기상(한국경쟁)
- 여고생의 기묘한 자율학습 - 박서윤 수상

### 넷팩상
- 아담 - 쇼키 린 수상
- 호랑이와 소 - 김승희 수상

### 오퍼레이션키노(최우수작품상)
- 청년 고호석 - 김준혁 수상

### 오퍼레이션키노(우수작품상)
- 추레라맨 - 전소영 수상

### 국제경쟁
- 2050 - 알렉산드라 루파스코
- 아담 - 쇼키 린
- 독버섯 - 제이슨 웬
- 강가에서 - 무함메드 푸칸 다스빌렉
- 세우타스 게이트 - 란다 마로피
- 푸른 경계 - 이반 밀로사브예비치
- 브루클린 공원 - 니콜라 두라브체비치
- 아빠와 딸 - 다리아 카쉬치바
- 일몰 - 페드로리 도메니코 싱하
- 당직 - 알빈 와일드너
- 드리프팅 - 한웅파
- 강속의 침묵 - 프란체스카 카네파
- 파더 - 이사벨 람베르티
- 마티가 보낸 사랑 - 야르노 린데마크
- 우주를 향하여 - 콘스탄틴 브론지트
- 혁명의 역사 - 막심 마티노
- 아이 워즈 스틸 데어 웬 유 레프트 미 - 마리 맥코트
- 들숨 - 나세르 자미리
- 아이 죽이기 - 킴 코코스키 드포쇼
- 부둣가의 남자 - 로익 호비
- 작은 영혼 - 바바라 루픽
- 미니언 - 안겔 다미안
- 나이트 어폰 케플러 452b - 벤 보이트
- 니자르 - 미르코 발렌자
- 식탁에선 울지 않기 - 캐롤 응우옌
- 올라 - 아리안 라베드
- 온 이스트 바스 프레스 디트르 데스 슈퍼 히어로즈 - 리아 베르텔스
- 베를린 화장장 - 안톤 폰 헤이슬러
- 레블 - 피어 필리프 체비니
- 리부티드 - 마이클 생크스
- 리-엔트리 - 벤 브랜드
- 살롱 - 스김 테르지키
- 모자이크 조각 - 요나탄 하우기
- 정신 차려 - 팜 티엔 안
- 열두 살의 여름 - 쿠어 관링
- 어 싸우전드 세일즈 - 힝 웡 에릭 창
- 더 밴 - 에레닉 베퀴리
- 비라고 - 컬리 키르히 슈나이더
- 헤넷 워드 - 모라드 모스타파
- 덴 컴스 더 이브닝 - 마야 노바코비치

### 한국경쟁
- 고잉 마이 홈 - 신종훈
- 나의 새라씨 - 김덕근
- 내가 그리웠니 - 이경원
- 눈치돌기 - 김현
- 대리시험 - 김나경
- 디어 엘리펀트 - 이창민
- 레오 - 이덕찬
- 령희 - 연제광
- 상팔자 - 김민재
- 스네일 맨 - 박재범
- 스타렉스 - 노도현
- 어머니와 화가 - 포레스트 이안 엣슬러 외 1명
- 여고생의 기묘한 자율학습 - 김보원
- 조립 - 신택수
- 주근깨 - 김지희
- 찌르개 - 임소라
- 파테르 - 이상환
- 포세일 - 이용섭
- 호랑이와 소 - 김승희
- 사원증 - 윤혜성

### 아시아 단편
- 의건 - 제레미아 마곤시아
- 플롭 - 사트리오 하얀토
- 스프라우트 - 봉 누엥 한
- 여름이 끝날 무렵 - 발레리 마벨
- 세컨드 홈 - 섹 알마문
- 숨 - 바트마 바야라아 외 1명
- 끈 - 사룰부얀 조리트
- 아름다움 - 노민 델거
- 미처 하지 못한 인사 - 알트진 베출룬
- 고집 - 오곤에덴 에덴오키르
- 삶 - 투브신자야 바트바야르
- 반자연주의 - 노민 델거
- 재앙 - 투굴두르 바이라마
- 잃어버린 시간 - 오곤에덴 에덴오키르
- 빗물: 표상과 의지 - 진 재환
- 사일런스 - 리아니 싱기
- 근대성의 신화 - 출라얀논 시리폰
- 명령 - 박성호

### 오퍼레이션 키노
- 그곳에 가면 - 주민경
- 아브락사스: 태어나려는 자는 한 세계를 깨트려야 한다 - 최연주
- 존 - 황지혜
- 집에 간 이후 - 조우연
- 청년 고호석 - 김준혁
- 추레라맨 - 전소영

### 주빈국 프로그램
- 감금 - 코엔 반 샌드
- 나의 행성 - 발레리 카노이
- 라 레전드 도리 - 올리비에 스몰더스
- 내 마을을 날려 버려 - 샹탈 애커만
- 방 - 샹탈 애커만
- 휴가 - 미치엘 돈트
- 르 15/8 - 샹탈 애커만
- 자허를 위한 세 개의 노래 - 샹탈 애커만
- 밤부 - 플로 반 듀런
- 우리 셋 - 조나스 벡크랜드
- 좀비 - 발로지
- 아워 테리토리 - 마티유 볼프

### 비욘드 쇼츠
- 와일드 익스텐션 - 자크 뻬콩테 외 1명
- 페이퍼 랜드스케이프 #1 - 가이 셔원
- 거울을 든 사람 - 가이 셔원
- 일시 정지로 이끄는 영화 - 켄 제이콥스
- 프리즌 밸리 - 다비드 뒤프렌느 외 1명
- 포트 맥머니 - 다비드 뒤프렌느
- 다다-다타 - 다비드 뒤프렌느 외 1명
- 상처 주는 말 - 로망 셰샹
- 존 윅: 콤피튬 - 강상묵
- 어쩌다 마주친 그대 - 김다혜
- 흠집 - 류민주 외 1명
- 데이, 데이 - 전소진
- 그의 기억 - 정인재
- 잘못된 움직임 - 핍 쵸도로프 외 1명

### 앙코르 쇼츠
- 한 해의 끝 - 양제
- 툰그루스 - 리시 찬드나
- 오라클 - 아론 풀
- 에그 - 마티나 스카펠리
- 스윙게라 - 바바라 바그너
- 더 걸 후 댄스드 위드 더 데빌 - 조아오 파올로 미란다 마리아
- 메니나스 포르미시다 - 조아오 파올로 미란다 마리아
- 비가 내려도 축구 - 로보 마우로
- 스틸 예스터데이 - 제시카 캔달
- 구아슈마 - 나라 노르만데
- 퍽 유 - 아넷트 시도르
- 심비오시스 카널 - 로씨오 앨버레즈
- 스위치 - 마리온 레너드
- 어도러블 - 정수종
- 사라스 인티메이트 컨페션스 - 에밀리 블리치펠트
- 핍 쇼 - 리노 스테파노 타글리아피에로
- 영지 - 문성산
- 캡틴 - 팀 파우
- 태 - 서보금
- 키키가 보낸 메시지 - 레슬리 디안 윌리엄스
- 네 번째 여름 - 양혜랑
- 로니 - 이혜연
- 미드나잇 썬 - 강지숙
- 선 - 김수진
- 수학여행 - 김희진

### 어린이 쇼츠
- 담요 - 마리나 모스코바
- 꽉 찬 마음 - 엘리즈 시물랭
- 토비 앤드 더 터보우비스 - 베레나 펠스
- 기라펜스 시켈 - 라세 페르손
- 로봇 앤 웨일 - 요나스 포스만
- 달의 아이들 - 김다솜
- 드라운 투 트러블 - 짐 S. 핸슨
- 포스트 잇! - 이동은
- 에이코 - 다니 쇼프만